# Nati nel 1998/Aprile
| Questa pagina contiene informazioni ricavate automaticamente dalle voci biografiche con l'ausilio del template Bio e di un bot. L'aggiornamento è periodico e automatico e ricostruisce completamente la pagina. Se manca una persona in questa lista, sei pregato di non aggiungerla, ma accertati piuttosto che la sua voce biografica contenga il template Bio e che i dati anagrafici siano correttamente compilati. Se il template Bio manca, inseriscilo tu stesso o, in alternativa, metti l'avviso {{tmp\|Bio}} che ne segnala la mancanza. Se i dati riportati sono sbagliati, correggi direttamente la voce biografica; le modifiche saranno visibili in questa lista entro pochi giorni. Per chiarimenti vedi il progetto biografie. La lista contiene solo le 399 persone che sono citate nell'enciclopedia e per le quali è stato implementato correttamente il template Bio. Pagina aggiornata al 18 ago 2025. |

- 1º aprile - Alemão, calciatore brasiliano
- 1º aprile - Cam Brown, giocatore di football americano statunitense
- 1º aprile - Dirk Carlson, calciatore lussemburghese
- 1º aprile - Quintez Cephus, giocatore di football americano statunitense
- 1º aprile - Francesca Conti, cestista italiana
- 1º aprile - Matteo Donegà, pistard e ciclista su strada italiano
- 1º aprile - Suldan Hassan, mezzofondista e maratoneta svedese
- 1º aprile - Juho Junttila, tuffatore finlandese
- 1º aprile - Lotta Kemppinen, velocista finlandese
- 1º aprile - Aké Arnaud Loba, calciatore ivoriano
- 1º aprile - Hannah Onslow, attrice britannica
- 1º aprile - Mitchell Robinson, cestista statunitense
- 1º aprile - Pijus Širvys, calciatore lituano
- 1º aprile - Maxime Sivis, calciatore congolese (Repubblica Democratica del Congo)
- 1º aprile - Patryk Szysz, calciatore polacco
- 1º aprile - Jeffrey de Lange, calciatore olandese
- 2 aprile - Alperen Acet, altista turco
- 2 aprile - Davide Bais, ciclista su strada italiano
- 2 aprile - César Blackman, calciatore panamense
- 2 aprile - Raymond Calais, giocatore di football americano statunitense
- 2 aprile - Caelan Doris, rugbista a 15 irlandese
- 2 aprile - Jacob Grandison, cestista statunitense
- 2 aprile - Brandon Jones, giocatore di football americano statunitense
- 2 aprile - Julian Justvan, calciatore tedesco
- 2 aprile - Philipp Köhn, calciatore svizzero
- 2 aprile - Brandon McNulty, ciclista su strada statunitense
- 2 aprile - Juryj Naŭrozaŭ, tuffatore bielorusso
- 2 aprile - Baqtııaar Zaınýtdınov, calciatore kazako
- 2 aprile - Maksim Švjacoŭ, calciatore bielorusso
- 3 aprile - Pablo Arboine, calciatore costaricano
- 3 aprile - Gabriel Aubry, pilota automobilistico francese
- 3 aprile - Jake Brimmer, calciatore australiano
- 3 aprile - Humberto Castellanos, giocatore di baseball messicano
- 3 aprile - Wout Faes, calciatore belga
- 3 aprile - Matthew Hauser, triatleta australiano
- 3 aprile - Paris Jackson, attrice, modella e cantante statunitense
- 3 aprile - Mario Krstovski, calciatore macedone
- 3 aprile - Aly Mallé, calciatore maliano
- 3 aprile - Dušan Marković, calciatore serbo
- 3 aprile - Max Purcell, tennista australiano
- 3 aprile - Pavel Sjadz'ko, calciatore bielorusso
- 3 aprile - Roberts Uldriķis, calciatore lettone
- 4 aprile - Ayliva, cantante tedesca
- 4 aprile - Benjamin Diez, pallavolista francese
- 4 aprile - Osinachi Ebere, calciatore nigeriano
- 4 aprile - Will Fries, giocatore di football americano statunitense
- 4 aprile - Joris van Gool, velocista olandese
- 4 aprile - Pol Granch, cantante e attore spagnolo
- 4 aprile - Patrick Maswanganyi, calciatore sudafricano
- 4 aprile - Juan Miguel Ojeda Gauto, calciatore paraguaiano
- 4 aprile - Kennedy Redding, ex pallavolista statunitense
- 4 aprile - C.Gambino, rapper svedese († 2024)
- 4 aprile - Aaron Van Poucke, ciclista su strada belga
- 5 aprile - Yair Arismendi, calciatore argentino
- 5 aprile - Nathan Broadhead, calciatore gallese
- 5 aprile - Michaela Drummond, pistard e ciclista su strada neozelandese
- 5 aprile - Zachary Elbouzedi, calciatore irlandese
- 5 aprile - Fabio Maistro, calciatore italiano
- 5 aprile - Mohammed Khalil, calciatore palestinese
- 5 aprile - Aldair Domingos Paulo Neto, canoista angolano
- 5 aprile - Bryant Myers, rapper e cantante portoricano
- 6 aprile - Tiberiu Căpușă, calciatore rumeno
- 6 aprile - Enkh-Amaryn Davaanasan, lottatrice mongola
- 6 aprile - Karolien Florijn, canottiera olandese
- 6 aprile - Nicolás González, calciatore argentino
- 6 aprile - Brandon Holt, tennista statunitense
- 6 aprile - Ipalibo Jack, calciatore nigeriano
- 6 aprile - Osama Khalaila, calciatore israeliano
- 6 aprile - Peyton List, attrice statunitense
- 6 aprile - Spencer List, attore statunitense
- 6 aprile - Abdussalam Magashy, calciatore nigeriano
- 6 aprile - Yohannes Mitchum, calciatore nevisiano
- 6 aprile - Nahuel Molina, calciatore argentino
- 6 aprile - Micah Potter, cestista statunitense
- 6 aprile - Jules Rambaut, cestista francese
- 6 aprile - Jean Ruiz, calciatore francese
- 6 aprile - Alfons Sampsted, calciatore islandese
- 6 aprile - Fernando Scheffer, nuotatore brasiliano
- 7 aprile - Wilson Altamirano, calciatore argentino
- 7 aprile - Luigi Beggiato, nuotatore italiano
- 7 aprile - Mehdi Boudjemaa, calciatore francese
- 7 aprile - Florian Chabrolle, calciatore francese
- 7 aprile - Javin DeLaurier, cestista statunitense
- 7 aprile - Dominik Dinga, calciatore serbo
- 7 aprile - Bohdan Ljednjev, calciatore ucraino
- 7 aprile - Tyreik McAllister, giocatore di football americano statunitense
- 7 aprile - Maciej Pałaszewski, calciatore polacco
- 7 aprile - Nicole Peressotti, calciatrice italiana
- 7 aprile - Artýr Shýshenachev, calciatore kazako
- 7 aprile - Leonie Wesselow, attrice tedesca
- 8 aprile - Ridle Baku, calciatore tedesco
- 8 aprile - Makana Baku, calciatore tedesco
- 8 aprile - Shandon Baptiste, calciatore grenadino
- 8 aprile - Nicolae Carnat, calciatore rumeno
- 8 aprile - Juliane Hvid, siepista e mezzofondista danese
- 8 aprile - Isaac Kaliati, calciatore malawiano
- 8 aprile - Juliusz Letniowski, calciatore polacco
- 8 aprile - Renan Lodi, calciatore brasiliano
- 8 aprile - Alasana Manneh, calciatore gambiano
- 8 aprile - Andrea Mezzanotte, cestista italiano
- 8 aprile - Bruno Morais, calciatore portoghese
- 8 aprile - Islamžan Nasyrov, calciatore russo
- 8 aprile - Milan Ristovski, calciatore macedone
- 8 aprile - Amro Surag, calciatore qatariota
- 9 aprile - José María Amo, calciatore spagnolo
- 9 aprile - Kristijan Bistrović, calciatore croato
- 9 aprile - Elle Fanning, attrice statunitense
- 9 aprile - Matthew Guillaumier, calciatore maltese
- 9 aprile - Jaylon Hadden, calciatore costaricano
- 9 aprile - Kyra Hoevertsz, nuotatrice artistica
- 9 aprile - Josh Jobe, giocatore di football americano statunitense
- 9 aprile - DeVante' Jones, cestista statunitense
- 9 aprile - Yann Kitala, calciatore congolese (Repubblica Democratica del Congo)
- 9 aprile - Luís Esteves, calciatore portoghese
- 9 aprile - James McGarry, calciatore neozelandese
- 9 aprile - Nathan Mensah, cestista ghanese
- 9 aprile - Malik Osborne, cestista statunitense
- 9 aprile - Gabriel Tual, mezzofondista francese
- 9 aprile - Sam Tutty, attore britannico
- 9 aprile - Cortnee Vine, calciatrice australiana
- 10 aprile - Jacob Brown, calciatore scozzese
- 10 aprile - Laura Chamiot Maitral, fondista francese
- 10 aprile - Pep Chavarría, calciatore spagnolo
- 10 aprile - Florinel Coman, calciatore rumeno
- 10 aprile - Lennerd Daneels, calciatore belga
- 10 aprile - Stijn Desmet, pattinatore di short track belga
- 10 aprile - Bruno Alexandre Franco, calciatore brasiliano
- 10 aprile - Fëdor Čalov, calciatore russo
- 10 aprile - Maëlle Grossetête, ciclista su strada e ciclocrossista francese
- 10 aprile - Cade Johnson, giocatore di football americano statunitense
- 10 aprile - Jordan Smith, giocatore di football americano statunitense
- 10 aprile - Lucas Machado, calciatore uruguaiano
- 10 aprile - Gytis Masiulis, cestista lituano
- 10 aprile - Alan Medina Silva, calciatore uruguaiano
- 10 aprile - Toni Perković, cestista croato
- 10 aprile - Anna Pogorilaja, ex pattinatrice artistica su ghiaccio russa
- 11 aprile - Vera Birjukova, ginnasta russa
- 11 aprile - Antonio Gandy-Golden, ex giocatore di football americano statunitense
- 11 aprile - Vladan Kovačević, calciatore bosniaco
- 11 aprile - Conor McCarthy, calciatore irlandese
- 11 aprile - Ayano Shimizu, tennista giapponese
- 11 aprile - Patrick Stumpf, calciatore tedesco
- 11 aprile - Michael Uchendu, cestista brasiliano († 2019)
- 11 aprile - Ferdinand Zylka, cestista tedesco
- 12 aprile - Jose Alvarado, cestista portoricano
- 12 aprile - Haruki Arai, calciatore giapponese
- 12 aprile - André Franco, calciatore portoghese
- 12 aprile - Rotem Hatuel, calciatore israeliano
- 12 aprile - Virág Kiss, cestista ungherese
- 12 aprile - Paulo Londra, rapper e cantante argentino
- 12 aprile - Santiago Longo, calciatore argentino
- 12 aprile - Nada Meawad, pallavolista egiziana
- 12 aprile - Tom Pearce, calciatore inglese
- 12 aprile - Aivengo Rik'adze, lottatore georgiano
- 12 aprile - Yōsuke Watanuki, tennista giapponese
- 13 aprile - Prince Ampem, calciatore ghanese
- 13 aprile - Kristina Clonan, pistard e ciclista su strada australiana
- 13 aprile - Ruslan Dedukh, calciatore ucraino
- 13 aprile - Pedro Victor Delmino da Silva, calciatore brasiliano
- 13 aprile - Álvaro Fernández Llorente, calciatore spagnolo
- 13 aprile - Kakeru Funaki, calciatore giapponese
- 13 aprile - Jerrick Harding, cestista statunitense
- 13 aprile - Chris Jackson, giocatore di football americano statunitense
- 13 aprile - Brianna Kadiku, pallavolista statunitense
- 13 aprile - William McDowell-White, cestista australiano
- 13 aprile - Hakeem Odoffin, calciatore inglese
- 13 aprile - Lorrane Oliveira, ginnasta brasiliana
- 13 aprile - Corentin Perolari, pilota motociclistico francese
- 13 aprile - Paige Satchell, calciatrice neozelandese
- 14 aprile - Amidou Bamba, ex cestista canadese
- 14 aprile - Altay Bayındır, calciatore turco
- 14 aprile - Idrissa Doumbia, calciatore ivoriano
- 14 aprile - Robinson Flores, calciatore venezuelano
- 14 aprile - Ian Garrison, ciclista su strada statunitense
- 14 aprile - Marin Karamarko, calciatore croato
- 14 aprile - C.J. Kelly, cestista statunitense
- 14 aprile - Moa Lundgren, fondista svedese
- 14 aprile - Carey McLeod, lunghista giamaicano
- 14 aprile - Sara Mella, calciatrice italiana
- 14 aprile - Carmen Menayo, calciatrice spagnola
- 14 aprile - Ignacio Pereira, calciatore uruguaiano
- 14 aprile - Sam Roberts, giocatore di football americano statunitense
- 14 aprile - Mohammad Yasir, calciatore indiano
- 15 aprile - Derrick Brown, giocatore di football americano statunitense
- 15 aprile - João Cambangula, giocatore di calcio a 5 angolano
- 15 aprile - Zachary Cooper, tuffatore statunitense
- 15 aprile - Dorsa Derakhshani, scacchista iraniana
- 15 aprile - Cristian Dros, calciatore moldavo
- 15 aprile - Pablo Javier García, calciatore uruguaiano
- 15 aprile - Darragh Leahy, calciatore irlandese
- 15 aprile - Nihad Mujakić, calciatore bosniaco
- 15 aprile - Sundararaj Niresh, calciatore singalese
- 15 aprile - Vijaleta Skvarcova, triplista bielorussa
- 15 aprile - Sexyy Red, rapper statunitense
- 15 aprile - Ethan Zubak, calciatore statunitense
- 16 aprile - Lola Anderson, canottiera britannica
- 16 aprile - Jabril Cox, giocatore di football americano statunitense
- 16 aprile - Lauris Kaufmanis, bobbista, discobolo e pesista lettone
- 16 aprile - Darlan Mendes, calciatore brasiliano
- 16 aprile - Beatrich, cantante lituana
- 16 aprile - Dante Vanzeir, calciatore belga
- 16 aprile - Jake Vedder, snowboarder statunitense
- 17 aprile - Kristoffer Ajer, calciatore norvegese
- 17 aprile - Osagi Bascome, calciatore bermudiano († 2021)
- 17 aprile - Jules Benchetrit, attore francese
- 17 aprile - Marques Bolden, cestista statunitense
- 17 aprile - Ronan Byrne, canottiere irlandese
- 17 aprile - Fodé Camara, calciatore guineano
- 17 aprile - Jefferson Encada, calciatore guineense
- 17 aprile - Anna Gerhardt, calciatrice tedesca
- 17 aprile - Bruno Goda, calciatore croato
- 17 aprile - Kirsty Hanson, calciatrice scozzese
- 17 aprile - Tim Held, pallavolista italiano
- 17 aprile - Bryce Huff, giocatore di football americano statunitense
- 17 aprile - Francisco Ibáñez Velázquez, calciatore uruguaiano
- 17 aprile - Miroslav Iličić, calciatore croato
- 17 aprile - Edrisa Lubega, calciatore ugandese
- 17 aprile - Not3s, rapper britannico
- 17 aprile - Julia Reisingerová, cestista ceca
- 17 aprile - Kayla Anise Richardson, velocista filippina
- 17 aprile - Kamiah Smalls, cestista statunitense
- 17 aprile - Kévin Soni, calciatore camerunese
- 17 aprile - Anna Odine Strøm, saltatrice con gli sci norvegese
- 17 aprile - Kenny Wooten, cestista statunitense
- 17 aprile - Desta Yohannes, calciatore etiope
- 17 aprile - Mees de Wit, calciatore olandese
- 18 aprile - Roger Adrià, ciclista su strada spagnolo
- 18 aprile - Léo Andrade, calciatore brasiliano
- 18 aprile - Dino Lamb, rugbista a 15 italiano
- 18 aprile - Valerio Cuomo, schermidore italiano
- 18 aprile - Moussa Kyabou, calciatore maliano
- 18 aprile - Yahya Al Ghassani, calciatore emiratino
- 18 aprile - Ėmin Seferšaev, lottatore ucraino
- 19 aprile - Jessie Aney, tennista statunitense
- 19 aprile - Patrick Braunhofer, biatleta italiano
- 19 aprile - Grady Diangana, calciatore congolese (Repubblica Democratica del Congo)
- 19 aprile - Katarina Jokić, tennista bosniaca
- 19 aprile - Patrik Laine, hockeista su ghiaccio finlandese
- 19 aprile - Ari Leifsson, calciatore islandese
- 19 aprile - Salem M'bakata, calciatore congolese (Repubblica Democratica del Congo)
- 19 aprile - Brittni Mason, atleta paralimpica statunitense
- 19 aprile - Bohdan Milovanov, calciatore ucraino
- 19 aprile - Joseph Mizzi, hockeista su ghiaccio canadese
- 19 aprile - Paolo Monna, tiratore a segno italiano
- 19 aprile - Sean Reynolds, giocatore di baseball statunitense
- 19 aprile - Andrea Valentini, cestista italiano
- 19 aprile - Zhang Yufei, nuotatrice cinese
- 20 aprile - Zeliha Ağrıs, taekwondoka turca
- 20 aprile - Khalid Bouzid, giocatore di calcio a 5 marocchino
- 20 aprile - Lauren Cox, cestista statunitense
- 20 aprile - Capo Plaza, rapper italiano
- 20 aprile - Aron Dønnum, calciatore norvegese
- 20 aprile - Harry Froling, cestista australiano
- 20 aprile - Abe Gashahun, maratoneta e mezzofondista etiope
- 20 aprile - Jason Huntley, giocatore di football americano statunitense
- 20 aprile - Igor Inocêncio de Oliveira, calciatore brasiliano
- 20 aprile - Takahiro Kō, calciatore giapponese
- 20 aprile - Thomas Helland Larsen, fondista norvegese
- 20 aprile - Felix Mallard, attore australiano
- 20 aprile - Giacomo Maremmani, hockeista su pista italiano
- 20 aprile - Jordi Méndez, hockeista su pista spagnolo
- 20 aprile - Andrés Terán, giocatore di calcio a 5 venezuelano
- 20 aprile - Joshua Tomaic, cestista spagnolo
- 20 aprile - Dries Vanthoor, pilota automobilistico belga
- 20 aprile - Matthew Walls, pistard e ciclista su strada britannico
- 21 aprile - Jarrett Allen, cestista statunitense
- 21 aprile - Alicia Aylies, modella francese
- 21 aprile - Zé Felipe, cantante brasiliano
- 21 aprile - Miloš Glišić, cestista serbo
- 21 aprile - Khalil Herbert, giocatore di football americano statunitense
- 21 aprile - Petur Knudsen, calciatore faroese
- 21 aprile - Joey Konings, calciatore olandese
- 21 aprile - Jérémy Le Douaron, calciatore francese
- 21 aprile - Loudon Love, cestista statunitense
- 21 aprile - Chad Plato, rugbista a 15 namibiano
- 21 aprile - Bedoes 2115, rapper polacco
- 21 aprile - Warren Tchimbembé, calciatore francese
- 21 aprile - Charlotte Tison, calciatrice belga
- 21 aprile - Victor Paraíba, calciatore brasiliano
- 22 aprile - Jay Dasilva, calciatore gallese
- 22 aprile - Ouparine Djoco, calciatore guineense
- 22 aprile - August Erlingmark, calciatore svedese
- 22 aprile - Davide Gavioli, hockeista su pista italiano
- 22 aprile - Harry Giles, cestista statunitense
- 22 aprile - Kamil Jóźwiak, calciatore polacco
- 22 aprile - Iván Nemer, rugbista a 15 italiano
- 22 aprile - Tommaso Oxilia, cestista italiano
- 22 aprile - João Queirós, calciatore portoghese
- 22 aprile - David Raum, calciatore tedesco
- 22 aprile - Antonín Vaníček, calciatore ceco
- 22 aprile - Solomon Young, cestista statunitense
- 23 aprile - Bella Alarie, ex cestista statunitense
- 23 aprile - Harrison Bryant, giocatore di football americano statunitense
- 23 aprile - Brian Burns, giocatore di football americano statunitense
- 23 aprile - Damian Domagała, pallavolista polacco
- 23 aprile - Chivas, rapper e cantante polacco
- 23 aprile - Olga Haenke, attrice, ballerina e modella boliviana
- 23 aprile - Taofiq Jibril, calciatore nigeriano
- 23 aprile - Willow Johnson, pallavolista statunitense
- 23 aprile - Jean Jules, calciatore camerunese
- 23 aprile - Mohamed Kendaoui, canoista tunisino
- 23 aprile - Irene Lotti, calciatrice italiana
- 23 aprile - Selma Sól Magnúsdóttir, calciatrice islandese
- 23 aprile - Giada Morucci, calciatrice italiana
- 23 aprile - Emiliano Mozzone, calciatore uruguaiano
- 23 aprile - Bruno Paz, calciatore portoghese
- 23 aprile - Aynsley Pears, calciatore inglese
- 23 aprile - Taylah Robertson, pugile australiana
- 23 aprile - Valeria Santos, pallavolista portoricana
- 23 aprile - Marcelo Saracchi, calciatore uruguaiano
- 23 aprile - Brandon Schuster, nuotatore samoano
- 23 aprile - Juliana Suter, ex sciatrice alpina svizzera
- 23 aprile - Vuk Todorović, pallavolista serbo
- 23 aprile - Cole Van Lanen, giocatore di football americano statunitense
- 23 aprile - Ondrej Vrábel, calciatore slovacco
- 23 aprile - Jack Walton, calciatore inglese
- 23 aprile - Arbenit Xhemajli, calciatore svizzero
- 24 aprile - Lamis Alhussein Abdel Aziz, tennista egiziana
- 24 aprile - Jason Bofunda, giocatore di football americano francese
- 24 aprile - Marcin Budziński, ciclista su strada, ciclocrossista e mountain biker polacco
- 24 aprile - Matheus Frizzo, calciatore brasiliano
- 24 aprile - Lena Große Scharmann, pallavolista tedesca
- 24 aprile - Jose Guterres, calciatore est-timorese
- 24 aprile - Ryan Kriener, cestista statunitense
- 24 aprile - Ryan Newman, attrice, doppiatrice e cantante statunitense
- 24 aprile - Federico Poggio, nuotatore italiano
- 24 aprile - Jevhen Serdjuk, calciatore ucraino
- 24 aprile - Mikael Soisalo, calciatore finlandese
- 24 aprile - Galena Wardle, sciatrice alpina statunitense
- 24 aprile - Edson Fernando da Silva Gomes, calciatore brasiliano
- 25 aprile - Arthur Cabral, calciatore brasiliano
- 25 aprile - Djai Essed, calciatore olandese
- 25 aprile - Ignacio Gariglio, calciatore argentino
- 25 aprile - Przemysław Mystkowski, calciatore polacco
- 25 aprile - Albert Okwuegbunam, giocatore di football americano statunitense
- 25 aprile - Pedro Marques, calciatore portoghese
- 25 aprile - Satou Sabally, cestista tedesca
- 25 aprile - Juan Ignacio Saborido, calciatore argentino
- 25 aprile - Isa Tengblad, cantante e personaggio televisivo svedese
- 25 aprile - Marco Tol, calciatore olandese
- 25 aprile - Bryson Williams, cestista statunitense
- 25 aprile - Maurice Wright, giocatore di football americano statunitense
- 26 aprile - Signe Bruun, calciatrice danese
- 26 aprile - Camaron Cheeseman, giocatore di football americano statunitense
- 26 aprile - Jeremy Chinn, giocatore di football americano statunitense
- 26 aprile - Francisco Teixeira, calciatore portoghese
- 26 aprile - Jan-Krzysztof Duda, scacchista polacco
- 26 aprile - Óscar Gil Regaño, calciatore spagnolo
- 26 aprile - André Heim, hockeista su ghiaccio svizzero
- 26 aprile - Phidarian Mathis, giocatore di football americano statunitense
- 26 aprile - Robert Rochell, giocatore di football americano statunitense
- 26 aprile - Yanis Zouaoui, calciatore francese
- 27 aprile - Mohammad Abu Fani, calciatore israeliano
- 27 aprile - Mohammad Al Bachir Gadiaga, cestista taiwanese
- 27 aprile - Sotaro Fujiwara, judoka giapponese
- 27 aprile - Froy Gutierrez, attore e modello statunitense
- 27 aprile - Jelassi, rapper svedese
- 27 aprile - Nicolò Ogliari, nuotatore artistico italiano
- 27 aprile - Rodrigo Luiz Angelotti, calciatore brasiliano
- 27 aprile - Cristian Romero, calciatore argentino
- 27 aprile - Kaj Sierhuis, calciatore olandese
- 27 aprile - Daniel Smith, giocatore di football americano statunitense
- 27 aprile - Peyton Williams, cestista statunitense
- 27 aprile - Richard Župa, calciatore slovacco
- 28 aprile - Ruthy Hebard, cestista statunitense
- 28 aprile - Khalid Kareem, giocatore di football americano statunitense
- 28 aprile - Moritz Kwarteng, calciatore tedesco
- 28 aprile - Azor Matusiwa, calciatore olandese
- 28 aprile - Brian Nievas, calciatore argentino
- 28 aprile - Bryce Nunnelly, giocatore di football americano statunitense
- 28 aprile - Pernambuco, calciatore brasiliano
- 28 aprile - Bram Schwarz, canottiere olandese
- 28 aprile - Seth Sincere, calciatore nigeriano
- 28 aprile - Wagner Augusto Guimarães dos Santos, calciatore brasiliano
- 29 aprile - Kimberly Birrell, tennista australiana
- 29 aprile - Roberts Blumbergs, cestista lettone
- 29 aprile - Daniel Bowry, calciatore antiguo-barbudano
- 29 aprile - Ken Caillot, sciatore alpino francese
- 29 aprile - Emiliano Coitiño, ex calciatore uruguaiano
- 29 aprile - Timi Max Elšnik, calciatore sloveno
- 29 aprile - Ingrid Syrstad Engen, calciatrice norvegese
- 29 aprile - Ella Hunt, attrice e cantante britannica
- 29 aprile - Enzo Martínez, calciatore uruguaiano
- 29 aprile - Xenia Francesca Palazzo, nuotatrice italiana
- 29 aprile - Apriyani Rahayu, giocatrice di badminton indonesiana
- 29 aprile - Sten Reinkort, calciatore estone
- 29 aprile - Mallory Swanson, calciatrice statunitense
- 29 aprile - Idrissa Touré, calciatore tedesco
- 30 aprile - Georgina Amorós, attrice e doppiatrice spagnola
- 30 aprile - Samuela Comola, biatleta italiana
- 30 aprile - Olivia DeJonge, attrice australiana
- 30 aprile - Bryan Griffin, cestista statunitense
- 30 aprile - Carlos Isaac, calciatore spagnolo
- 30 aprile - Eve Jobs, cavallerizza statunitense
- 30 aprile - Steve Kapuadi, calciatore francese
- 30 aprile - Emily Mackay, mezzofondista statunitense
- 30 aprile - Sebastian Milewski, calciatore polacco
- 30 aprile - Tomas Woldetensae, cestista italiano
- 30 aprile - Felipe dos Anjos, cestista brasiliano